# KTNスーパーニュース
『KTNスーパーニュース』（ケイティーエヌスーパーニュース、ラテン文字表記：KTN Super NEWS）は、テレビ長崎で夕方に生放送されていた長崎県向けのローカルワイドニュース番組である（全国ニュース『FNNスーパーニュース』を内包）。

## 概要
- 1998年3月30日放送開始当初は放送開始時刻を「FNNスーパーニュース」と揃えていたが、開始時刻が30分繰り上がった2000年4月3日以降も放送時間の変更は受けず、FNN系列全局ネットパート（17:54）からの放送開始となっていた。

- 2002年度は平日のみ、前座の「できたてGopan」と事実上コンプレックスとなった「FNN KTNスーパーニュースGopan」と改題して放送したが、2003年に元のタイトルに戻る。

- 17時台のネットを開始したのは放送10年目に入った2007年4月2日からであった。その後、2009年10月2日 - 2010年10月1日までの約1年間は金曜日のみ非ネット（「できたてGopan」を改編した「金よう夕Gopan」の放送開始に伴う）となり、一旦は全曜日ネットに戻ったものの、2011年4月12日 - 2011年9月30日までの半年間は「生活てれび スーパーGopan」に内包して冒頭の16:53 - 17:07頃までの部分ネットに移行し、2011年10月3日 - 2013年3月22日までの約2年間は平日の全曜日が非ネット（「生活てれび スーパーGopan」の完全ローカル番組化に伴う）となった。

- そして、臨時ネットとして組まれた2013年3月25日放送分から17時台のネットを再開し、平日版の放送終了日である2015年3月27日まで続けられた。その際、フジテレビでは2013年4月1日放送分から開始時刻を16:30に繰り上げたが、KTNでは「Gopan」が放送される関係で放送時間の繰り上げは行われなかった。同年9月30日放送分からフジテレビ側で開始時刻の繰り下げが行われたため、以降は16:52:30の「スーパーニュース」開始冒頭のオープニングが流れるようになった。

- また、2012年10月1日からは特集コーナーのタイトルを、「FNNスーパーニュース」と同じ「スーパー特報」として放送されていた（「FNNスーパーニュース」での「スーパー特報」と異なり、長崎県内のニュースや話題を扱う）。

- 「FNNスーパーニュース」の放送終了に伴い、平日版は2015年3月27日に、週末版も同年3月29日をもってそれぞれ終了し、同年3月30日に放送開始から2018年4月1日までスタートした「KTN みんなのニュース」に継承された。磯部翔は「KTN みんなのニュース」にも引き続き登場するが、本田舞は放送終了をもってキャスターから卒業した。

## 放送時間
| 期間      | 期間      | 月曜日 - 木曜日        | 金曜日                 | 土曜日        | 日曜日        |
| --------- | --------- | ---------------------- | ---------------------- | ------------- | ------------- |
| 1998.3.30 | 2000.4.2  | 17:55 - 18:55          | 17:55 - 18:55          | 18:00 - 18:30 | 17:30 - 18:00 |
| 2000.4.3  | 2001.4.1  | 17:54 - 18:55（第1期） | 17:54 - 18:55（第1期） | 18:00 - 18:30 | 17:30 - 18:00 |
| 2001.4.2  | 2002.3.31 | 17:54 - 18:55（第1期） | 17:54 - 18:55（第1期） | 17:30 - 18:00 | 17:30 - 18:00 |
| 2002.4.6  | 2003.3.30 | （放送なし）           | （放送なし）           | 17:30 - 18:00 | 17:30 - 18:00 |
| 2003.3.31 | 2007.4.1  | 17:54 - 19:00（第2期） | 17:54 - 19:00（第2期） | 17:30 - 18:00 | 17:30 - 18:00 |
| 2007.4.2  | 2007.9.30 | 16:55 - 19:00          | 16:55 - 19:00          | 17:30 - 18:00 | 17:30 - 18:00 |
| 2007.10.1 | 2009.9.27 | 16:53 - 19:00（第1期） | 16:53 - 19:00（第1期） | 17:30 - 18:00 | 17:30 - 18:00 |
| 2009.9.28 | 2010.9.26 | 16:53 - 19:00          | 17:54 - 19:00          | 17:30 - 18:00 | 17:30 - 18:00 |
| 2010.9.27 | 2011.4.11 | 16:53 - 19:00（第2期） | 16:53 - 19:00（第2期） | 17:30 - 18:00 | 17:30 - 18:00 |
| 2011.4.12 | 2013.3.24 | 17:54 - 19:00（第3期） | 17:54 - 19:00（第3期） | 17:30 - 18:00 | 17:30 - 18:00 |
| 2013.3.25 | 2015.3.29 | 16:50 - 19:00          | 16:50 - 19:00          | 17:30 - 18:00 | 17:30 - 18:00 |

## キャスター

### 歴代出演者
平日
| 期間      | 期間      | 男性     | 女性        | 女性       |
| 期間      | 期間      | 男性     | 月曜 - 水曜 | 木曜・金曜 |
| --------- | --------- | -------- | ----------- | ---------- |
| 1998.3.30 | 2002.3.29 | 松本祐明 | 西野みゆき  | 西野みゆき |
| 2002.4.1  | 2005.4.1  | 山本圭介 | 森千夏      | 森千夏     |
| 2005.4.4  | 2005.7.1  | 山本圭介 | 増田さと子  | 増田さと子 |
| 2005.7.4  | 2006.9.29 | 松本祐明 | 増田さと子  | 増田さと子 |
| 2006.10.2 | 2007.3.30 | 伊賀透浩 | 増田さと子  | 川波美幸   |
| 2007.4.2  | 2009.3.27 | 伊賀透浩 | 川波美幸    | 川波美幸   |
| 2009.3.30 | 2011.3.25 | 伊賀透浩 | 円田智子    | 円田智子   |
| 2011.3.28 | 2013.3.29 | 磯部翔   | 円田智子    | 円田智子   |
| 2013.4.1  | 2014.2.28 | 伊賀透浩 | 川波美幸    | 本田舞     |
| 2014.3.3  | 2015.3.27 | 磯部翔   | 本田舞      | 本田舞     |

- 春山恵理
- 河波貴大
- 吉井誠

週末
- 浦里和弘
- 山本耕一
- 松永友幸
- 高野未央子
- 箕浦聖弓
- 藤井敬子
- 弘中香
- 矢内環
- 神野友美

## KTN歴代の夕方ニュース
| 期間      | 期間      | 平日                           | 週末                           |
| --------- | --------- | ------------------------------ | ------------------------------ |
| 1969.4.1  | 1981.3.31 | KTNニュース                    | KTNニュース                    |
| 1981.4.1  | 1984.9.30 | KTNニュース6:30                | FNNニュースレポート5:30        |
| 1984.10.1 | 1989.4.2  | ニュースワイドKTN              | ニュースワイドKTN              |
| 1989.4.3  | 1997.3.30 | KTNスーパータイム              | KTNスーパータイム              |
| 1997.3.31 | 1998.3.29 | KTNザ・ヒューマン              | KTNザ・ヒューマン              |
| 1998.3.30 | 2001.4.1  | KTNスーパーニュース FNN        | KTNスーパーニュース FNN        |
| 2001.4.2  | 2002.3.31 | KTNスーパーニュース FNN        | FNN KTNスーパーニュースWEEKEND |
| 2002.4.1  | 2003.3.30 | FNN KTNスーパーニュースGopan   | FNN KTNスーパーニュースWEEKEND |
| 2003.3.31 | 2013.3.31 | KTNスーパーニュース FNN        | FNN KTNスーパーニュースWEEKEND |
| 2013.4.1  | 2015.3.29 | KTNスーパーニュース FNN        | FNNスーパーニュースWEEKEND     |
| 2015.3.30 | 2018.4.1  | KTN みんなのニュース           | KTN みんなのニュース Weekend   |
| 2018.4.2  | 2019.3.31 | KTNプライムニュース イブニング | KTNプライムニュース イブニング |
| 2019.4.1  | 2020.9.27 | KTN Live News it!              | KTN Live News it!              |
| 2020.9.28 | 2024.3.31 | マルっと!                      | KTN Live News イット!          |
| 2024.4.1  | 現在      | KTN Live News イット!          | KTN Live News イット!          |

※KTNの夕方ニュース番組では1982年（『KTNニュース6:30』時代）から定期的より毎週水曜日に副音声で中国語放送を行ってきており、『KTNスーパーニュース』でも続けられてきたが、2010年3月10日放送分をもって副音声での中国語放送を終了した。なお、開始から28年間担当者は変わることは無かった。